# Mercy Corps
Mercy Corps est une ONG, opérant dans des contextes de transition qui ont subi diverses formes d'instabilité économique, environnementale, sociale et politique. Cette organisation affirme avoir aidé plus de 220 millions de personnes à survivre à des conflits humanitaires et d'améliorer leurs conditions de vie en leur assurant un développement durable pour leurs communautés.
Mercy Corps propose des allocations pour « soulager la souffrance, la pauvreté et l'oppression en aidant les gens à rebâtir des communautés sûres, productives et justes.» Actuellement, l'organisation opère dans 38 pays, dont l'Afghanistan, la République centrafricaine, le Myanmar et la Somalie, avec des programmes axés sur un certain nombre de secteurs humanitaires allant de la gestion des conflits, des enfants et des jeunes à l'agriculture et à la sécurité alimentaire.

## Création et historique
Initialement fondé sous le nom de Save the Refugees en 1979 pour fournir un secours de première main d'œuvre après le génocide cambodgien sous le régime de Pol Pot. En 1982, les fondateurs du mouvement, Ellsworth Culver et Dan O'Neill, ont depuis élargi les actions caritatives et choisi le nom de Mercy Corps pour représenter les activités globales les plus larges de l'organisation qui s'est depuis concentrée sur la fourniture de solutions durables et à toute une série de questions de crises humanitaires et de développement. Mercy Corps a été présente dans divers endroits à des moments différents - cumulativement, elle rapporte avoir fourni une aide humanitaire dans plus de 122 pays.